# Žizníkov
Žizníkov (německy Schießnig) je vesnice, část okresního města Česká Lípa. Rozkládá se podél levého břehu řeky Ploučnice asi 3 km na jihovýchod od České Lípy. Prochází tudy železniční trať Liberec – Česká Lípa, na které se jihovýchodně od Žizníkova nachází výhybna Žizníkov. Nejvyšším bodem na území Žizníkova je Žizníkovský vrch (295 m n. m.), kde se v minulosti těžil čedič.
V Žizníkově je evidováno 160 adres. Trvale zde žije 269 obyvatel.
Žizníkov je také název katastrálního území o rozloze 5,69 km². Na západním okraji katastru se nachází sídelní jednotka Nový Žizníkov.

## Další informace
Vesnice má dvě části, mimo starší vsi ještě Nový Žízníkov. S městem Česká Lípa obě tyto části spojuje autobusová linka MHD. Za obcí směrem k České Lípě je Žízníkovský rybník, který byl městem v letech 2013–2014 upraven. Vede zde červená turisticky značená cesta. a kolem rybníka i naučná stezka Žizníkovský rybník.
Zhruba 300 metrů na sever vede silnice II/263 z České Lípy na Zákupy a Mimoň, po níž je vedena značná část dopravy. Silniční spojka spojující obec s touto komunikací přetíná tok Ploučnice po mostě, který byl poničen při povodni roku 2010. Oprava mostu byla provedena v roce 2012 za 22,6 mil. Kč firmou Pražské silnice a vodohospodářské stavby a. s.
Silniční spojka přetíná také cyklostezku Vlčí Důl vedenou po tělese zrušeného úseku železniční trati. Poblíž křižovatky je dodnes budova bývalé železniční stanice.

### Chráněná území
Asi 2 km jižně od Žizníkova se v jeho katastru nachází přírodní památka Okřešické louky. Další zdejší přírodní památky jsou Niva Ploučnice u Žizníkova a Pískovna Žizníkov.

### Kultura
V letech 2001 až 2010 se zde (a hlavně v sousedních Heřmaničkách) každoročně počátkem letních prázdnin pořádal hudební festival Raggae Ethnic Session s mezinárodní účastí.

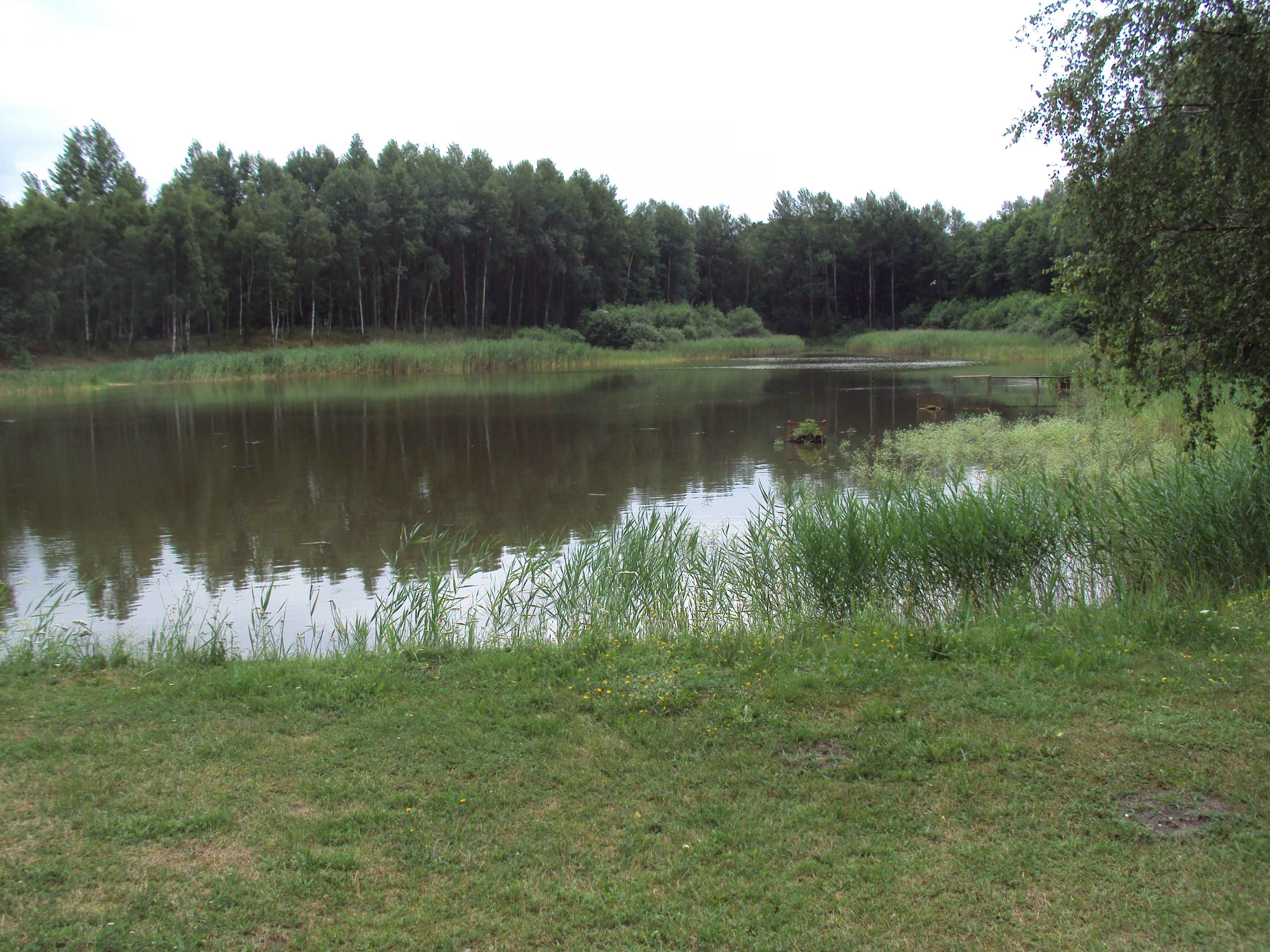
Žízníkovský rybník